# إبراهيم مالك سامبا
إبراهيم مالك سامبا (بالإنجليزية: Ebrahim M. Samba)‏ (ولدَ في ديسمبر 1932 في سيريكوندا) هو طبيب من غامبيا، يعمل المدير الإقليمي لمنظمة الصحة العالمية في أفريقيا. لقيادته في مكافحة مرض Onchocercisis (عمى النهر) في غرب إفريقيا. من خلال برنامج التحكم في مكافحة مرض Onchocercisis التابع لمنظمة الصحة العالمية، التي أداره، والذي هو برنامج لمكافحة الذبابة السوداء في أماكن تكاثرها، ومنعها من الههجرة لمناطق خصبة أخرى، وبذلك تم حماية مئات الآلاف من البشر ضد المرض ومنعهم من أن يصبحوا عمياناً. ونظراً للنجاح فيه، أصبح هذا البرنامج مرحباً به في كثير من المناطق التي يمكن تنفيذه فيها، وبالتالي وجود تأثير حاسم على الوضع الاجتماعي والاقتصادي للبلدان المشاركة.

## حياته
كان إبراهيم م. سامبا مدير "برنامج مكافحة Onchocerciasis Control Program" (OCP)" لمنظمة الصحة العالمية في غرب إفريقيا منذ عام 1980م. البرنامج بدأ في عام 1974م مع الدعم الكامل من إبراهيم سامبا الذي كان في ذلك الوقت ممثلاً لبلاده، غامبيا، في منظمة الصحة العالمية.
لقد مكن هذا البرنامج مئات الآلاف من البشر الحماية من التعرض للمرض، من خلال السيطرة الناجحة على الذبابة السوداء BlackFly مع المبيدات الحشرية المختلفة، فقد توقف بالفعل عن نقل المرض في جميع منطقة برنامج OCP تقريباً. في مناطق التوعية والإرشاد، حيث لا تزال المعركة ضد الذبابة السوداء في مرحلة مبكرة، قدم سامبا وبرنامجه المساهمات التالية:- لقد مددوا بنجاح منطقة البرنامج بنحو 50٪، وبالتالي مواجهة إعادة تنظيم الذبابة السوداء من مواقع التربية البعيدة؛ - لقد اختبروا بعناية تأثير مبيد الميكروفلين عند تطبيقه على نطاق واسع للغاية؛ - يشاركون بنشاط في تطوير مبيدات Macrofilriin (Amocarzin)؛ - لقد حققوا تقدماً كبيراً نحو إنشاء اختبار تشخيصي مناسب للتطبيق في هذا المجال؛ - ساهموا بشكل كبير في تطور سياسة الصحة العامة للبلدان المشاركين من أحد عشر دولة، يجري الآن على استعداد لدمج أنشطة مكافحة الاتحادات في الخدمات الصحية الحالية. لم يثبت الدكتور إبراهيم م. سامبا أن يكون زعيما ممتازا لهذا الفريق، ولكنه يحظى باحترام كبير من قبل المسؤولين الوطنيين والسكان المحليين على حد سواء. لقد نجاح إبراهيم سامبا نجاحاً اجتماعياً واقتصادياً هائلاً أيضاً لأنه حال دون تخلي السكان عن مناطق زراعية ذات خصوبة كبيرة لأنها كانت تصنف على أنها مناطق موبوئة.

## الجوائز
- 1992 – جائزة بلزان في الطب الوقائي.[2]
- 1992 – جائزة أفريقيا للقيادة من أجل القضاء المستدام للجوع في الطب الوقائي.